# Dolly Dots
De Dolly Dots is een Nederlandse meidengroep die vooral in het begin van de jaren tachtig populair was.

## Biografie

### Ontstaan
Peter van Asten en Richard de Bois hadden in 1978 het idee een meidengroep te formeren en vroegen Angéla Kramers (Sjeel) als eerste. Kramers was actief in het TROS Top 50-ballet en haar mededanseressen Anita Heilker, Esther Oosterbeek (eerder in The Surfers met de hit "Windsurfin'" in 1978) en Patty Zomer werden ook aangetrokken. Hoewel de vier enthousiast waren, hadden ze geen zangervaring. Van Asten en De Bois benaderden Angela Groothuizen (The Howling Hurricanes) om de leadzangeres te worden.
Aanvankelijk vond Groothuizen een meidengroep à la Phil Spector (The Ronettes, The Shangri-Las enzovoort) niets voor haar, zij had een 'ruiger' imago dan bij het idee van Van Asten, De Bois en Cees van Leeuwen (onder andere Shocking Blue) paste. Groothuizen droeg daarom Ria Brieffies aan, die zangeres bij The Vips was en vooral populaire nummers zong.
Brieffies vond dit een goed idee. Ze maakte kennis met de andere vier leden. Groothuizen ging mee met Brieffies, zonder het voornemen zich aan te sluiten. Het klikte echter tussen de zes jonge meiden, waarna Groothuizen besloot toch mee te doen. Zes leden vonden de producers eigenlijk te veel, maar onder druk van de zes stonden ze het toe. De Dolly Dots waren geboren.
De naam is naar eigen zeggen ontleend aan een personage uit een strip uit de jaren 50 dat Dolly Dot heette. Richard de Bois beweert dat de naam Dolly Dots in een droom tot hem was gekomen.
Weliswaar zag manager Cees van Leeuwen iedere promotionele kans om ‘zijn’ Dots in beeld te brengen als een uitdaging, maar het zou blijken dat de meiden zelf een goede kijk op de toekomst hadden als ze een paar dagen lang besloten om op de Firato van 1980 de allereerste multi-functionele spelcomputer, de Atari 2600, te promoten. Als een van de weinigen hadden ze meteen door wat een verslavend succes de spelcomputer zou worden.

### Hitjaren

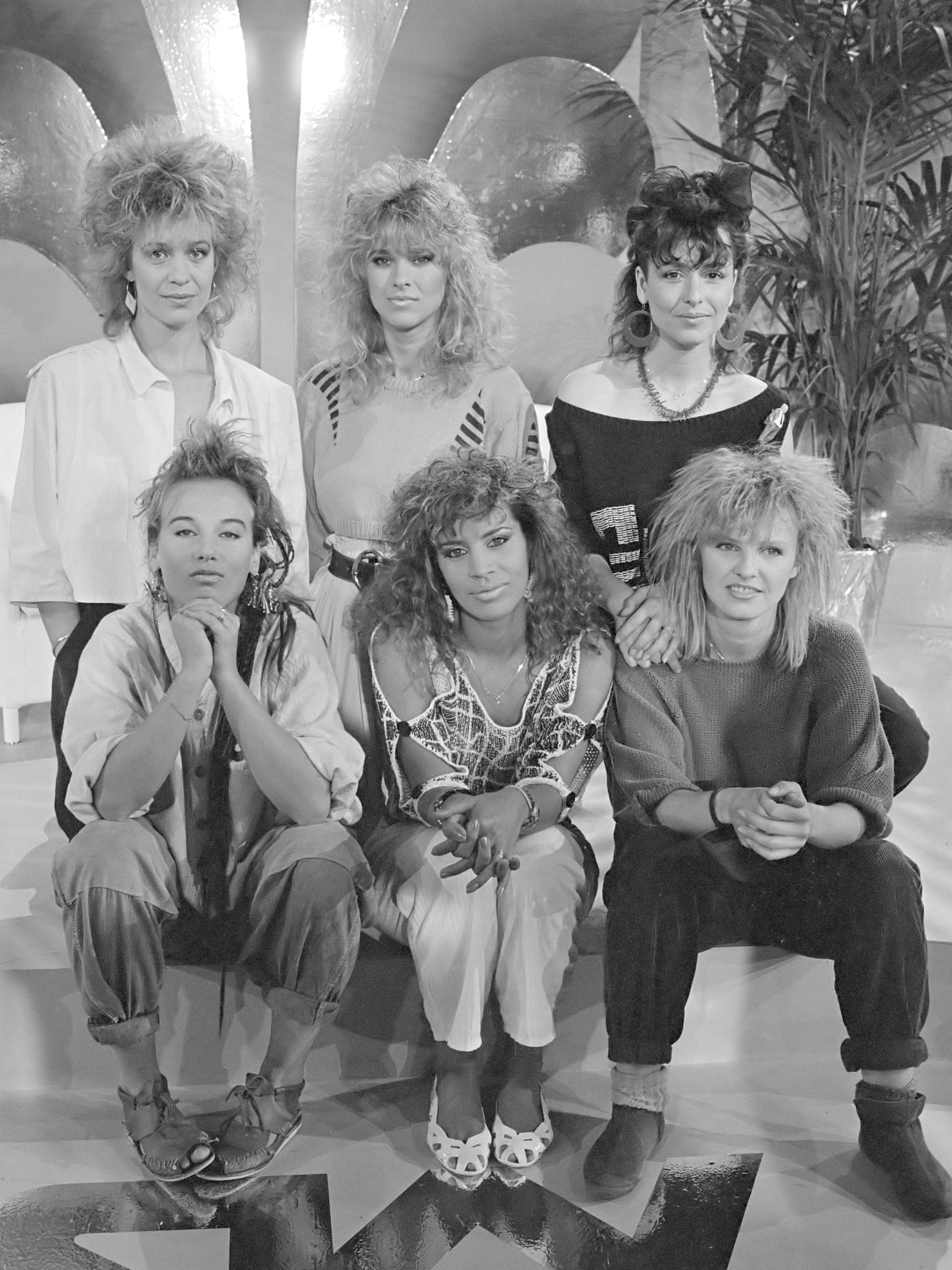
Dolly Dots (1984)

De Dolly Dots hadden vele hits binnen en buiten Europa, zoals hun debuutsingle (Tell it all about) Boys, Hela-di-ladi-lo, P.S., Do wah diddy diddy (cover van het nummer van The Exciters) en She's a liar. In Japan behaalde de groep platina met het nummer Radio. Hun grootste hit in Nederland was Love Me Just a Little Bit More, dat nummer 1 in de Nederlandse Top 40 werd. In de Nationale Hitparade en de TROS Top 50 kwam de plaat op 2. 1984 was het meest succesvolle jaar voor de groep met een eigen televisieserie, hun eigen poppen en uitverkochte concerten in Carré.
Anita Heilker verliet de groep in 1985 vanwege haar moederschap. De producers Van Asten en De Bois werden vervangen door Fluitsma en Van Tijn.
In 1986 namen de Dolly Dots in de VS de film Dutch treat op, een komedie over de Dolly Dots die in februari 1987 in première ging. De film was geen succes. In 1987 werd de producers Stock, Aitken & Waterman gevraagd een nummer, What a Night, te produceren dat de groep een doorbraak in de rest van Europa moest bezorgen. Het leidde tot een hitnotering in Nederland, maar de doorbraak volgde niet.
In februari 1988 werd bekendgemaakt dat de groep uit elkaar ging vanwege teruglopend succes. Op 2 oktober dat jaar gaven ze een afscheidsconcert in discotheek Escape in Amsterdam. Zelfs Anita Heilker kwam nog samen met de andere Dolly Dots wat liedjes zingen.

### Reünie 1998

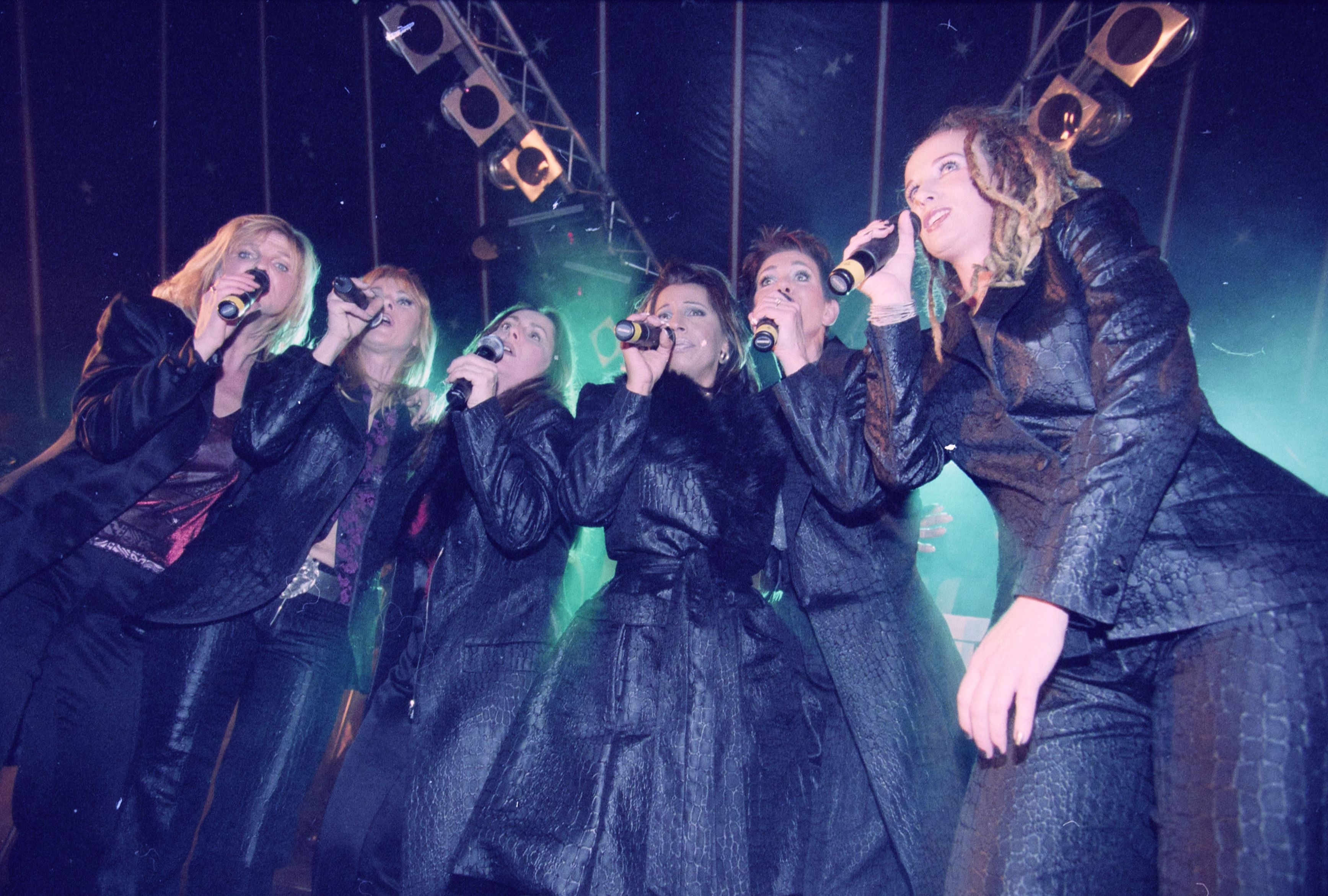
Dolly Dots in Haarlem, dec. 1998

Precies tien jaar nadat de groep gestopt was, verscheen in 1998 een compilatiealbum getiteld The Collection. Hierop stonden alle singles die ooit waren uitgebracht, plus een nieuwe single (een remix van What a Night). Op aandringen van vele fans en van Paul de Leeuw besloten de Dolly Dots nog eenmaal samen op het podium te staan. Op 1 oktober zongen ze, in de voltallige originele bezetting, drie nummers in het VARA-programma Laat De Leeuw. Het bleef echter niet bij één keer: het lukte Princess, een fabrikant in huishoudelijke apparaten, om de Dolly Dots te strikken voor een optreden op een personeelsfeest. Op 17 december brachten ze, begeleid door Cor Bakker en zijn orkest, al hun hits ten gehore. Naast het Princess-personeel waren via een loting tweehonderd fans uitgekozen om erbij te zijn.

### Reünie 2007
Eind 2006 kwamen de Dots weer bij elkaar om op 18 januari 2007 bekend te maken dat de Dolly Dots bij elkaar zouden komen voor acht optredens tijdens de concertserie Vrienden van Amstel. Naar aanleiding van het succes van deze optredens werd er ook een concert in Ahoy georganiseerd. Dit concert was binnen enkele uren uitverkocht, waarna besloten werd een tweede concert te geven. Wederom werd het concert goed verkocht, zodat er een derde concert aan de reeks werd toegevoegd. Op 25, 26 en 27 mei 2007 stonden de Dolly Dots in een bomvol Ahoy.
Van het reünieconcert werd op 29 juni 2007 een cd/dvd uitgebracht. Deze cd/dvd-combinatie was voordat zij verscheen al goud. Het livealbum kwam ook op één binnen in de album top 100 van week 27. In 2008 traden de Dolly Dots opnieuw op in de Goodbye For Now Tour.

### Overlijden Ria Brieffies in 2009
Op 13 november 2008 werd bekend dat Ria Brieffies ongeneeslijk ziek was met longkanker.
Zij overleed maandagavond 20 juli 2009 op 52-jarige leeftijd in haar woonplaats Westerland (Noord-Holland). Kort na het overlijden van Brieffies maakten de overige vijf Dots bekend nooit meer als Dolly Dots te zullen optreden. Maar deze belofte heeft niet standgehouden.
Zij plaatsten een rouwadvertentie met handgeschreven tekst die hun liefde voor en band met haar uitdrukt:
- Zes Meisjes
- Zes Vrouwen
- Zusjes voor Altijd.

### 2016 en verder
In mei 2016 gaven Esther, Patty, Sjeel, Angela en Anita een gastoptreden bij De Toppers in de Amsterdam Arena.
In januari 2020 werd bekendgemaakt dat de Dots opnieuw bij elkaar zouden komen voor een tournee. De tournee, Sisters on Tour geheten, zou beginnen in het najaar van 2020 en zou lopen tot februari 2021 met een slotconcert in het Amsterdamse Koninklijk Theater Carré, maar door de COVID-19-pandemie werden de concertdata verplaatst. Najaar 2021 ging de tournee dan van start en brachten de Dots een nieuwe single uit. Het slotconcert werd gehouden op 14 december 2022. Het vond echter niet plaats in het Koninklijk Theater Carré, maar in de Ziggo Dome onder de titel Symphonica in Rosso.
In 2025 gaven ze een eenmalige optreden op de besloten 65e verjaardagsfeest van Gerard Joling.

## Discografie

### Albums
| Album met eventuele hitnotering(en) in de Nederlandse Album Top 100 | Datum van verschijnen | Datum van binnenkomst | Hoogste positie | Aantal weken | Opmerkingen      |
| ------------------------------------------------------------------- | --------------------- | --------------------- | --------------- | ------------ | ---------------- |
| Dolly Dots                                                          | 1979                  | 15-12-1979            | 28              | 33           |                  |
| American Dream                                                      | 1980                  | 20-09-1980            | 20              | 8            |                  |
| Forever                                                             | 1981                  | 09-05-1981            | 26              | 10           |                  |
| P.S. We Love You                                                    | 1981                  | 03-10-1981            | 23              | 6            |                  |
| Take Six                                                            | 1982                  | 23-10-1982            | 7               | 16           |                  |
| Display                                                             | 1983                  | 15-10-1983            | 5               | 29           | Goud             |
| Live in Carré                                                       | 1983                  | 07-04-1984            | 6               | 12           |                  |
| Thirst                                                              | 1984                  | 08-12-1984            | 11              | 18           |                  |
| Attention                                                           | 1985                  | 16-11-1985            | 14              | 14           |                  |
| The Hits Album                                                      | 1985                  | 03-05-1986            | 49              | 7            | verzamelalbum    |
| Dutch Treat                                                         | 1986                  | 20-12-1986            | 31              | 15           |                  |
| Latest Hits                                                         | 1988                  | -                     |                 |              |                  |
| Give A Girl A Break                                                 | 1989                  | -                     |                 |              |                  |
| The Very Best Of Dolly Dots                                         | 1991                  | -                     |                 |              | verzamelalbum    |
| Gold                                                                | 1993                  | 17-07-1993            | 31              | 10           | verzamelalbum    |
| The Collection                                                      | 1998                  | 10-10-1998            | 12              | 14           | verzamelalbum    |
| HitStory of Dolly Dots                                              | 2002                  | -                     |                 |              | verzamelalbum    |
| Best Of                                                             | 2007                  | -                     |                 |              | verzamelalbum    |
| Reünieconcert Ahoy 2007                                             | 2007                  | 07-07-2007            | 1(1wk)          | 10           | livealbum / Goud |

| Album met hitnotering(en) in de Vlaamse Ultratop 200 albums | Datum van verschijnen | Datum van binnenkomst | Hoogste positie | Aantal weken | Opmerkingen |
| ----------------------------------------------------------- | --------------------- | --------------------- | --------------- | ------------ | ----------- |
| Reünieconcert Ahoy 2007                                     | 2007                  | 14-07-2007            | 64              | 5            |             |

### Singles
| Single met eventuele hitnotering(en) in de Nederlandse Top 40 | Datum van verschijnen | Datum van binnenkomst | Hoogste positie | Aantal weken | Opmerkingen                                                                       |
| ------------------------------------------------------------- | --------------------- | --------------------- | --------------- | ------------ | --------------------------------------------------------------------------------- |
| (Tell it all about) Boys                                      | 1979                  | 02-06-1979            | 9               | 13           | Nr. 4 in de Single Top 100                                                        |
| Radio                                                         | 1979                  | 06-10-1979            | 11              | 8            | Nr. 8 in de Single Top 100                                                        |
| Rollerskating                                                 | 1979                  | 01-12-1979            | 13              | 6            | Nr. 14 in de Single Top 100                                                       |
| We believe in love                                            | 1980                  | 19-04-1980            | 10              | 9            | Nr. 9 in de Single Top 100                                                        |
| Hela-di-ladi-lo                                               | 1980                  | 16-08-1980            | 6               | 9            | Nr. 7 in de Single Top 100 / Alarmschijf                                          |
| The dreammachine                                              | 1980                  | 25-10-1980            | 29              | 4            | Nr. 14 in de Single Top 100                                                       |
| Leila (The queen of Sheba)                                    | 1981                  | 28-02-1981            | 9               | 9            | Nr. 9 in de Single Top 100 / Alarmschijf                                          |
| P.S.                                                          | 1981                  | 22-08-1981            | 6               | 9            | Nr. 12 in de Single Top 100                                                       |
| S.T.O.P.                                                      | 1981                  | 19-12-1981            | 6               | 8            | Nr. 7 in de Single Top 100                                                        |
| Do you wanna wanna                                            | 1982                  | 22-05-1982            | 8               | 7            | Nr. 7 in de Single Top 100                                                        |
| Do wah diddy diddy                                            | 9-1982                | 25-09-1982            | 4               | 9            | Nr. 2 in de Single Top 100                                                        |
| All the roses                                                 | 1982                  | 04-12-1982            | 9               | 6            | Nr. 8 in de Single Top 100                                                        |
| Money lover (Bite the dust)                                   | 1983                  | 28-05-1983            | 22              | 5            | Nr. 28 in de Single Top 100                                                       |
| Don't give up                                                 | 1983                  | 08-09-1983            | 14              | 8            | Nr. 13 in de Single Top 100                                                       |
| Love me just a little bit more (Totally hooked on you)        | 12-1983               | 03-12-1983            | 1(1wk)          | 11           | Nr. 2 in de Single Top 100                                                        |
| She's a liar                                                  | 1984                  | 25-02-1984            | 7               | 9            | Nr. 6 in de Single Top 100                                                        |
| Trick of the eye                                              | 1984                  | 08-09-1984            | 15              | 7            | Nr. 8 in de Single Top 100                                                        |
| Give the girl a break                                         | 1984                  | 17-11-1984            | 19              | 8            | Nr. 10 in de Single Top 100                                                       |
| Where were you (when I needed you)                            | 1985                  | 05-03-1985            | 23              | 5            | Nr. 21 in de Single Top 100                                                       |
| Only the rain                                                 | 1985                  | 19-10-1985            | 13              | 7            | Nr. 9 in de Single Top 100                                                        |
| Unique                                                        | 1986                  | 04-01-1986            | 27              | 4            | Nr. 27 in de Single Top 100 / Alarmschijf                                         |
| Dreaming of you                                               | 1986                  | 12-04-1986            | 26              | 3            | Nr. 30 in de Single Top 100                                                       |
| This girl                                                     | 1986                  | 22-11-1986            | 29              | 4            | Nr. 25 in de Single Top 100                                                       |
| Hearts beat thunder                                           | 1987                  | 14-02-1987            | 25              | 5            | Nr. 33 in de Single Top 100                                                       |
| Make it up to you                                             | 1987                  | 23-05-1987            | tip16           | -            | Nr. 55 in de Single Top 100                                                       |
| S.O.S. Mozambique                                             | 1987                  | 30-05-1987            | 16              | 5            | als onderdeel van Dutch artists sing for Mozambique / Nr. 18 in de Single Top 100 |
| What a night                                                  | 1987                  | 31-10-1987            | 18              | 5            | Nr. 19 in de Single Top 100                                                       |
| Are you with me                                               | 2021                  | 09-10-2021            | tip28           | -            |                                                                                   |

| Single met hitnotering(en) in de Vlaamse Ultratop 50   | Datum van verschijnen | Datum van binnenkomst | Hoogste positie | Aantal weken | Opmerkingen |
| ------------------------------------------------------ | --------------------- | --------------------- | --------------- | ------------ | ----------- |
| (Tell it all about) Boys                               | 1979                  | 30-06-1979            | 5               | 10           |             |
| Radio                                                  | 1979                  | 13-10-1979            | 5               | 10           |             |
| Rollerskating                                          | 1979                  | 08-12-1979            | 12              | 7            |             |
| We believe in love                                     | 1980                  | 03-05-1980            | 25              | 2            |             |
| Hela-di-ladi-lo                                        | 1980                  | 30-08-1980            | 15              | 4            |             |
| Leila (The queen of Sheba)                             | 1981                  | 14-03-1981            | 10              | 8            |             |
| P.S.                                                   | 1981                  | 05-09-1981            | 12              | 8            |             |
| S.T.O.P.                                               | 1981                  | 26-12-1981            | 8               | 11           |             |
| Do you wanna wanna                                     | 1982                  | 29-05-1982            | 9               | 8            |             |
| Do wah diddy diddy                                     | 1982                  | 16-10-1982            | 7               | 7            |             |
| All the roses                                          | 1983                  | 01-01-1983            | 18              | 3            |             |
| Money lover (Bite the dust)                            | 1983                  | 28-05-1983            | 21              | 4            |             |
| Don't give up                                          | 1983                  | 24-09-1983            | 32              | 6            |             |
| Love me just a little bit more (Totally hooked on you) | 1983                  | 17-12-1983            | 2               | 12           |             |
| She's a liar                                           | 1984                  | 10-03-1984            | 9               | 8            |             |
| Give the girl a break                                  | 1984                  | 17-11-1984            | 34              | 3            |             |
| What a night                                           | 1987                  | 17-11-1987            | 24              | 5            |             |

### NPO Radio 2 Top 2000
| Nummers met noteringen in de NPO Radio 2 Top 2000      | '99  | '00  | '01  | '02 | '03  | '04  | '05  | '06  | '07  | '08  | '09  | '10  | '11  | '12-'19 | '20  | '21  | '22  | '23  | '24  |
| ------------------------------------------------------ | ---- | ---- | ---- | --- | ---- | ---- | ---- | ---- | ---- | ---- | ---- | ---- | ---- | ------- | ---- | ---- | ---- | ---- | ---- |
| All the Roses                                          | -    | 1414 | 1761 | -   | -    | -    | -    | -    | -    | -    | 1477 | -    | -    | -       | -    | -    | -    | -    | -    |
| Love Me Just a Little Bit More (Totally Hooked on You) | 906  | -    | 1254 | 980 | 1485 | 1290 | 1736 | 1808 | 1462 | 1538 | 1263 | 1746 | 1870 | -       | 1668 | 1506 | 1667 | 1683 | 1857 |
| Radio                                                  | 1626 | 1737 | -    | -   | -    | -    | -    | -    | -    | -    | -    | -    | -    | -       | -    | -    | -    | -    | -    |

1. ↑  Een '-' betekent dat het nummer niet was genoteerd en een vetgedrukt getal geeft de hoogste notering van een nummer aan.

### Dvd's
| Dvd's met hitnoteringen in de Nederlandse Music Top 30 | Datum van verschijnen | Datum van binnenkomst | Hoogste positie | Aantal weken | Opmerkingen |
| ------------------------------------------------------ | --------------------- | --------------------- | --------------- | ------------ | ----------- |
| Reünieconcert Ahoy 2007                                | 2007                  | 14-07-2007            | 1(2wk)          | 20           |             |